# Babcock Ranch
Babcock Ranch è una città recentissima, che si propone di essere interamente alimentata da energia solare. I primi residenti vi si sono trasferiti nel 2017.
Essa si trova in Florida, Stati Uniti d'America, vicino alla città di Fort Myers. Il progetto, non ancora completamente ultimato, è portato avanti dalla Florida Power&Light per quanto riguarda l'aspetto energetico, e dall'agenzia immobiliare Kitson & Partners, la quale si occupa dell'aspetto urbanistico e acquistò questo territorio nel 2006.

## Energia

### Modello energetico
Babcock Ranch è una città alimentata da energia solare. Il progetto, almeno per quanto riguarda il punto di vista energetico, ebbe il sostegno del governo statunitense, in quanto conforme alle proposte del presidente dell'epoca, Barack Obama, che richiedevano la produzione attraverso fonti rinnovabili del 25% dell'energia necessaria al fabbisogno degli Stati Uniti entro il 2025.

Babcock Ranch prevede l'installazione di pannelli solari su oltre 1,6 km² di territorio, che si andranno a sommare con quelli situati sui tetti di ogni struttura. Tale superficie è la più grande al mondo mai progettata e si prevede riuscirà a produrre 75 MW. Tale valore non solo dovrebbe essere sufficiente a coprire l'intero fabbisogno energetico della città, ma dovrebbe fornire un'ulteriore parte di energia da distribuire ai centri urbani vicini.

Durante le ore di buio o in caso di cielo nuvoloso, l'energia sarà ripresa dalla rete. Tuttavia si prevede che, in media, la quantità di energia necessaria in questi casi sia minore di quella ceduta alla rete durante la produzione a pieno regime della centrale solare.

Attualmente il piano previsto per il pagamento dell'energia utilizzata dai residenti prevede fasce orarie con prezzi distinti, tuttavia non si posseggono informazioni dettagliate.

### Smart Grid
Smart Grid è il nome dato alla rete di distribuzione energetica che sarà integrata nel centro urbano. È costituita da una tecnologia che permetterà di monitorare e ottimizzare i consumi di ogni abitazione e ufficio. Il sistema tenterà di distribuire automaticamente, all'interno delle fasce orarie aventi minor costo, le operazioni che possono essere rimandate ma richiedono un elevato consumo di energia.

È, inoltre, prevista la totale integrazione di Smart Grid con i residenti che vorranno produrre autonomamente parte dell'energia necessaria al proprio fabbisogno. L'energia in eccesso sarà detratta dal pagamento dovuto ed immessa nel sistema per essere ridistribuita agli utenti che, invece, ne necessitano.

Smart Grid sarà dotata di un sistema di backup che interverrà in caso di tempesta o guasto. Questo sistema sarà realizzato grazie a due reti di distribuzione dell'energia separate ma completamente identiche. Se quella principale dovesse presentare un problema, il flusso energetico sarà automaticamente reindirizzato nella rete secondaria sino a riparazioni completate. In tal modo eventuali mancanze di corrente elettrica dovrebbero essere scongiurate o durare pochi secondi.

### Illuminazione stradale e trasporti
L'energia necessaria all'illuminazione stradale di Babcock Ranch sarà ottenuta attraverso appositi pannelli solari, muniti di batteria, collegati ad ogni punto luce: durante le ore diurne l'energia sarà accumulata per essere poi spesa in quelle di buio. Lo scopo è quello di ridurre ulteriormente il carico della centrale solare.

In Babcock Ranch, inoltre, sarà incentivata la circolazione con mezzi di trasporto elettrici o ibridi. Sarà possibile effettuare rifornimento di elettricità presso apposite torrette dislocate su tutto il territorio cittadino ed integrate con il sistema Smart Grid.

## Strutture e domotica
Il nucleo urbano di Babcock Ranch si estenderà per circa 71 km², meno della metà di questi sarà riservata alle strutture vere e proprie.

È prevista la presenza di 19.500 abitazioni, per la maggior parte concentrate in palazzi anch'essi dotati di pannelli fotovoltaici. Le abitazioni dovrebbero permettere di ospitare oltre 45.000 abitanti.
Per uffici, piccole industrie e vendita al dettaglio saranno, invece, riservati oltre 550.000 m² di superficie ed un ulteriore spazio sarà dedicato a scuole e centri sportivi.

### Smart Home
Ogni abitazione sarà dotata di un sistema domotico denominato Smart Home. Questo sistema comunicherà direttamente con Smart Grid e permetterà ai residenti di programmare ogni aspetto della propria abitazione. Alcuni dei servizi attualmente previsti includono l'automatizzazione di temperatura ambientale e intensità luminosa, il monitoraggio in tempo reale di consumi sia elettrici che idrici e molteplici timer che spaziano da semplici sveglie a sistemi di accensione degli elettrodomestici nei periodi di minor carico energetico.

Sistemi di audio-diffusione permetteranno di ascoltare musica o programmi radio in ogni ambiente e sarà possibile tenere traccia del contenuto di ogni dispensa o frigorifero per redigere liste della spesa digitali. Queste potranno essere consultate nei vari negozi oppure inviate direttamente a Smart Home affinché questo effettui automaticamente l'ordine organizzandone anche la spedizione.
Il sistema sarà consultabile online da qualunque punto della città.

### Smart Business
Simile a Smart Home, Smart Business è il sistema tecnologico integrato in ogni struttura aziendale. A differenza del primo sarà maggiormente incentrato nella gestione dei consumi al fine di diminuire il costo dell'energia e conseguentemente aumentare la produttività dal punto di vista commerciale.

Come Smart Home, permetterà il monitoraggio e la programmazione remota da qualunque punto della città.

Incentivi sono previsti per le aziende che decideranno di montare pannelli solari sui tetti delle proprie strutture al fine di autoalimentarsi ed immettere l'energia in eccesso nella Smart Grid.

## Servizi per la comunità
Babcock Ranch includerà, fra le strutture cittadine presenti, numerosi negozi al fine di fornire i beni primari per la sua comunità.

Per migliorare l'organizzazione e l'interazione fra i membri della comunità sarà disponibile una rete wireless a banda larga che coprirà l'intero territorio cittadino. Grazie ad essa, non solo sarà possibile comunicare e navigare sul web, ma anche controllare i sistemi energetici che Babcock Ranch metterà a disposizione.

L'organizzazione del territorio urbano, inoltre, dovrebbe essere in grado di annullare gli effetti delle cosiddette "ore di punta", garantendo la presenza, a parità di punto di partenza e destinazione, di numerosi percorsi alternativi per ogni tipo di mezzo utilizzato.

### Luoghi ricreativi
Babcock Ranch prevede la presenza di un buon numero di luoghi ricreativi. I più importanti sono:
- un centro benessere con palestra ai cui normali servizi si aggiunge la possibilità di richiedere diete personalizzate ed esercizi dedicati alla riduzione dello stress quotidiano;
- percorsi naturali immersi in un territorio di 297 km² dedicati al trekking e al ciclismo;
- parchi con la necessaria attrezzatura per la pratica di sport all'aperto come calcio, basket, football americano, lacrosse o golf;
- possibilità di accamparsi o effettuare scalate in zone dedicate nella riserva di Babcock Ranch;
- un lago artificiale nel centro della città esteso su una superficie di circa 1 km² dedicato alle attività legate all'acqua, come pesca, vela o windsurf.

### Istruzione
Babcock Ranch integrerà nel proprio centro urbano le strutture necessarie ad effettuare l'intero percorso educativo di un individuo.. Tutte le scuole saranno costruite in maniera tale da rispettare gli standard ecologici previsti dalla certificazione LEED.
Le strutture previste sono:
- 1 charter school K-12, scuola simile alle nostre scuole parificate (privata con funzione pubblica e parzialmente finanziata dallo stato), che coprirà l'intero arco educativo dai 4 ai 19 anni;
- 3 scuole elementari pubbliche;
- 1 scuola media pubblica;
- 1 scuola superiore pubblica.

Inoltre, la Florida Gulf Coast University ha pianificato la costruzione di un proprio campus satellite.
La prima charter school è stata aperta nell'agosto 2017 (Babcock Neighborhood School) e copre per il momento l'asilo e i primi 8 anni.

## Riserva naturale
La riserva di Babcock Ranch si estende su un territorio di 368 km². La città di Babcock Ranch prevede di occupare all'incirca il 20% (71 km²) di questa superficie, lasciando il restante 80% (297 km²) completamente immutato.

La locazione dell'impianto cittadino, inoltre, è prevista su un territorio al 90% già condizionato da precedenti operazioni minerarie e dalla costruzione di piccoli ranch e fattorie.
La Kitson & Partners ha affermato che oltre la metà dei 71 km² su cui il centro della città di estenderà saranno dedicati a parchi naturali.

### Inquinamento luminoso
Per preservare il corretto ciclo giorno-notte di cui alcune specie di animali presenti nella riserva hanno bisogno e per diminuire le conseguenze salutari sull'uomo di una luce ambientale notturna innaturale, Babcock Ranch prevede un piano denominato Dark Skies per l'illuminazione cittadina. Esso consisterà nel dotare le sorgenti luminose di una schermatura tale da non lasciare filtrare la luce verso il cielo ma concentrarla sul manto stradale o su specifiche superfici di interesse (come parchi o piazze). In tal modo si prevede che, a parità di consumi, la luce sulle strade sarà più abbondante ma quella ambientale verrà ridotta sensibilmente, con una conseguente diminuzione dell'inquinamento luminoso cittadino.

### Riciclo dell'acqua
Per ridurre l'inquinamento delle acque, Babcock Ranch prevede un sistema di raccolta e depurazione dell'acqua utilizzata dalla comunità. L'acqua sarà raccolta andando a formare una specie di palude la cui particolarità sarà quella di agire da enorme spugna avente la capacità di filtrare il suo contenuto. L'acqua, una volta depurata, sarà reintrodotta nel sistema idrico o immessa nuovamente nelle zone umide naturali da cui proveniva senza inquinarle.

A supportare questo sistema, vi saranno attrezzature per la raccolta di acqua piovana e l'utilizzo di piantagioni che non necessitano di irrigazione.

## Costi e lavoro
Il costo stimato per la costruzione di Babcock Ranch è di 2 miliardi di dollari (circa 1,6 miliardi di euro al cambio del 04/07/10). Di questi, dai 350 ai 400 milioni di dollari saranno impiegati per la costruzione della sola centrale solare.

Una volta terminata la costruzione di Babcock Ranch, si prevede la nascita di circa 20.000 posti di lavoro, oltre i 400 previsti per l'effettiva costruzione della città.